# Sam Sandi

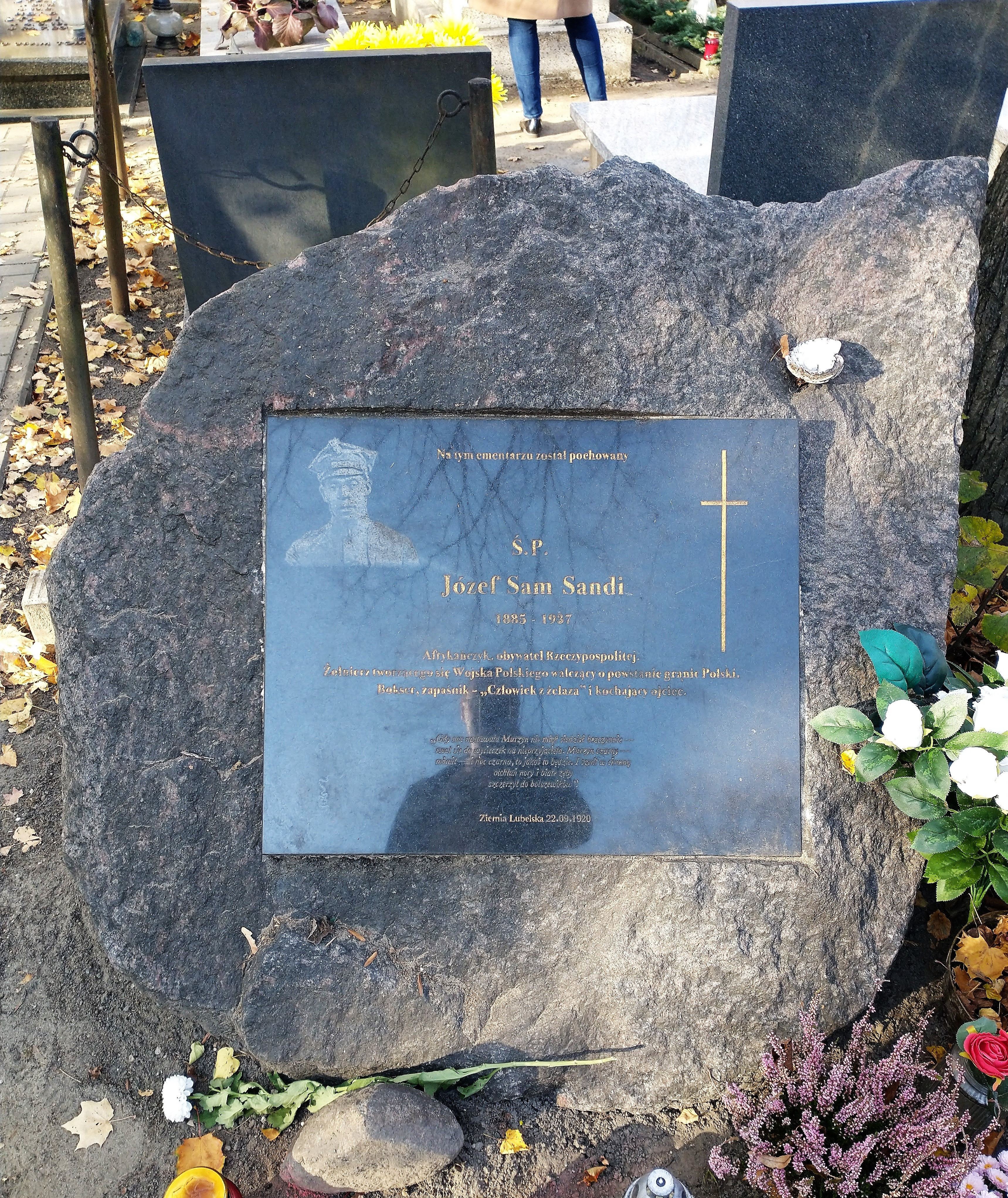
Tablica na cmentarzu Górczyńskim

Józef Sam Sandi, ur. jako Sam Sandi (ur. 1885, zm. 28 kwietnia 1937 w Poznaniu) – polski zawodowy zapaśnik, powstaniec wielkopolski.

## Życiorys
Istnieje wiele teorii na temat pochodzenia Sama Sandiego, jednak najprawdopodobniej urodził się w Kamerunie. Do Europy trafił wraz z wojskiem francuskim, w którym służył. Brał udział w I wojnie światowej. Wzięty do niewoli, został przez Niemców osadzony w obozie jenieckim w Strzałkowie na terenie Wielkopolski, z którego uwolnili go powstańcy. Sandi przystąpił do nich i wziął aktywny udział w powstaniu wielkopolskim. Ze względu na swoje umiejętności prowadzenia samochodu został przydzielony do 12. eskadry wywiadowczej jako kierowca (w której służył z Józefem Diakiem – innym czarnoskórym powstańcem), a potem przeniesiono go do 3. Eskadry Wielkopolskiej. Istnieje także alternatywna wersja pochodzenia Sandiego i jego pojawienia się na ziemiach polskich. Dziennikarz Kuriera Poznańskiego w artykule z marca 1935 podawał: „Znany jest w Poznaniu Sam-Sando, który pracował przed laty w stajni wyścigowej w Rosji. Podczas wojny polsko-bolszewickiej uchodził z końmi przez Rumunię i dostał się do Polski. Mimo że był obywatelem angielskim, wstąpił do wojska polskiego jako ochotnik i walczył na froncie podczas inwazji bolszewickiej jako wzorowy żołnierz. Przyjął obywatelstwo polskie”.
W obronie odradzającego się państwa polskiego walczył także w wojnie polsko-bolszewickiej. Po jej zwycięstwie opuścił armię i w 1920 przeniósł się do Warszawy, gdzie podjął pracę w charakterze taksówkarza. Jeszcze na początku lat 1920. przyjął się do pracy w cyrku Staniewskich jako jeden z zapaśników, co przyniosło mu popularność.  Dzięki swojej postawie w walkach zapaśniczych zyskał miano „żelaznego człowieka”. W drugiej połowie lat 20. cieszył się dużą popularnością, był m.in. zapraszany na premiery kinowe.
W Warszawie poznał Władysława Kłonkowskiego i został jego ordynansem. Dorabiał także udzielając lekcji języka angielskiego, dzięki czemu na początku lat 30. poznał swoją przyszłą żonę Łucję Woźniak, z którą miał dwie córki – Gabrielę oraz Krystynę. Nowa żona pochodziła ze szlachty i za związek z Sandim została wydziedziczona. Po ślubie Sandi z żoną przeniósł się do Gniewkowa. Po chrzcie występował pod imieniem Józef, funkcjonował również francuski zapis Joseph. Czasami jego nazwisko było zniekształcane przez ówczesną prasę (np. Sando, Sandy, Saudi). W następnych latach nie współpracował już z cyrkiem Staniewskich, ale nadal zarabiał jako zapaśnik, choć nie występował już w całej Polsce, a bliżej domu.
W 1935 roku, po śmierci córki Gabrieli, wrócił do Poznania i podjął się pracy jako portier w restauracji Palmarium, dorabiając również jako wróżbita.
Zmarł 28 kwietnia 1937 roku w Poznaniu, gdy wychodząc z restauracji upadł przed jej bramą. Ostatkiem sił dotarł na ulicę, skąd zaniesiono go do pobliskiego szpitala miejskiego, gdzie zmarł. Przyczyną zgonu był najprawdopodobniej wylew krwi do mózgu. Został pochowany na cmentarzu Górczyńskim w Poznaniu. Jego grób został wraz z upływem lat zlikwidowany, jednak 22 grudnia 2018 odsłonięto na cmentarzu tablicę pamiątkową mu poświęconą. 
Sam Sandi w literaturze 
Sam Sandi jest jednym z bohaterów kryminału retro Piotra Bojarskiego "Mora", pojawia się także w powieści historycznej tego autora zatytułowanej "Na całego". 